# جامع محمد عارف (الأنبار)
جامع محمد عارف من مساجد العراق القديمة، ويقع في منطقة القطانة قرب مدينة ألعاب الرمادي، في محافظة الأنبار، وبني في عام 1385هـ/1965م، ولقد شيد وبني على نفقة وزارة الأوقاف، وتبلغ مساحتهُ 2500م2، ويحتوي الحرم على مصلى يتسع لأكثر من 1000 مصل، وتقام فيه صلاة الجمعة وصلاة العيدين والصلوات الخمس، ومقابل الحرم توجد فسحة طارمة مسقفة، ومن ملحقات الجامع ثلاث دور سكنية، وقاعة مخصصة للمناسبات الدينية، ومدرسة.